# Total War: Attila
Total War: Attila (a veces llamado Total War: ATTILA) es un juego de estrategia de la saga Total War, desarrollado por The Creative Assembly y publicado por Sega que está a la venta desde el 17 de febrero de 2015.
El juego se desarrolla en el año 395 d. C., en la última etapa de la Edad Antigua. A pesar de que en un principio los hunos no iban a aparecer en el juego (aunque en su título se haga referencia a Atila), finalmente han sido introducidos como una tribu más.

## Facciones
Las facciones jugables son:
- El Imperio Romano de Oriente
- El Imperio Romano de Occidente
- Los visigodos
- Los ostrogodos
- Los francos
- Los alanos
- Los vándalos
- Los sajones
- Los sasánidas
- Los hunos
- Los jutos
- Los gautas
- Los danos
- Los lombardos
- Los alamanes
- Los burgundios
- Los pictos
- Los caledonios
- Los eblanis
- Los aksumitas
- Los himyaritas
- Los tanúkhidas

### Extras
Si la situación de un país va mal o hay un personaje que abarca mucho poder, se producirán rebeliones, secesiones o guerras civiles, o también si tú ocupas una ciudad, tienes la opción de liberar al pueblo nativo que se encontraba sometido, por ejemplo: si ocupas una ciudad de la península ibérica, tienes la opción de liberar a Hispania, que pasará a ser tu aliado incondicional.

## Campaña
El mapa de la campaña se extiende desde Bactria a Lusitania y desde Caledonia a Garamantia en el Sahara. Las provincias están formadas por tres regiones, y cada una puede ser conquistada por separado de las demás. El mapa de Total War: Attila se extiende también hasta la Rusia moderna y las provincias del este de Hindu Kush, que darán vida a tribus nómadas como los hunos. El asentamiento más grande es la capital de provincia en las que se podrán construir más edificios que en el resto de ciudades.

## Expansiones
De momento el juego cuenta con los siguientes DLC:
- Viking Forefathers Culture Pack,[1] en el cual están disponibles los danos los jutos y los gautas.
- Longbeards Culture Pack,[2] en el cual están disponibles los lombardos, los alamanes y los burgundios.
- Celtic Culture Pack,[3] en el cual están disponibles los pictos, los caledonios y los eblanis.
- Blood and Burning,[4] añade al juego efectos de chorros de sangre, decapitaciones, mutilaciones de miembros, destripamientos y muchos otros efectos que añaden gran realismo al juego.
- The Last Roman Campaign Pack,[5] es una campaña adicional a la original, que añade cinco facciones con nuevas unidades y mapas exclusivos.
- Empires of Sand Culture Pack,[6] añade tres nuevas facciones jugables (Aksum, Himyar y los tanúkhidas con nuevas y únicas unidades) y una nueva religión.

Además de una expansión:
- Época de Carlomagno Campaign Pack,[7] es la mayor expansión de Total War: ATTILA hasta la fecha. Llega con un nuevo mapa de campaña resplandeciente de estilo medieval centrado en la Europa de Carlomagno en el año 768 d. C.

## Recepción
Total War: Attila ha recibido buenas críticas a pesar de ciertas quejas por parte de sus seguidores debido a su gran simpleza y parecido a su precursor el Rome II: Total War. Ha recibido un 77.90% y 81/100 por GameRankings y Metacritic respectivamente.
Se han recibido quejas por su extrema dificultad con facciones como el Imperio Romano de Oriente y el Imperio Romano de Occidente. También los seguidores de la saga han protestado debido a la gran cantidad de contenido descargable lanzado incluso antes de salir el juego.